# Чемпионат Шри-Ланки по шоссейному велоспорту
Чемпионат Шри-Ланки по шоссейному велоспорту — национальный чемпионат Шри-Ланки по шоссейному велоспорту, проводимый Федерацией велоспорта Шри-Ланки с 2014 года. За победу в дисциплинах присуждается майка в цветах национального флага (на илл.).

## Призёры

### Мужчины. Групповая гонка.
| Год  | Победитель              | Второй            | Третий              |
| ---- | ----------------------- | ----------------- | ------------------- |
| 2014 | Буддхика Варнакуласурия |                   |                     |
| 2015 | Навин Ручира            | Дживан Джаясингхе | Ваджира Пушпакумара |

### Мужчины. Индивидуальная гонка.
| Год  | Победитель              | Второй                  | Третий                  |
| ---- | ----------------------- | ----------------------- | ----------------------- |
| 2014 | Буддхика Варнакуласурия | Дане Нугара             |                         |
| 2015 | Дане Нугара             | Буддхика Варнакуласурия |                         |
| 2018 | Дане Нугара             | Джанака Хеманта         | Буддхика Варнакуласурия |

### Женщины. Групповая гонка.
| Год  | Победитель      | Второй                | Третий              |
| ---- | --------------- | --------------------- | ------------------- |
| 2014 | Динеша Дилрукши | Сударика Приядхаршани | Нимаша Сильва       |
| 2015 | Нилука Шьямали  | Айеша Мадушани        | Мадушани Ранасингхе |

### Женщины. Индивидуальная гонка.
| Год  | Победитель | Второй                | Третий          |
| ---- | ---------- | --------------------- | --------------- |
| 2014 |            | Сударика Приядхаршани | Динеша Дилрукши |